# Уклар (журнал)
Уклар (рус. Стрелы) — татарский сатирический иллюстрированный журнал, издавался в городе Уральск с июня по ноябрь 1906 г., интервал выхода номеров, раз в месяц. Журнал печатался как на татарском, так и на русском.
Объем одного номера – 16 страниц, журнал печатался в типографии Камиля Мутыги.

## История
Журнал был основан в июне 1906 года, в городе Уральск, Камилем Мутыги.
Авторами большинства материалов были: основатель Камиль Мутыги и фактический руководитель Габдулла Тукай, в журнале публиковались также переводы из петроградского журнала «Стрела», большинство карикатур выполнены Н. Г. Калентьевым.
Журнал был закрыт в ноябре 1906 года, на тот момент было издано 6 номеров.

## Тематика
Печатались сатирические статьи, юмористические рассказы и стихи, а также карикатуры на темы внутренней и внешней политики.

### Взгляды на жизнь, религию и политику
Журнал пропагандировал заинтересованность в распространении грамотности среди татар, журнал также был против консерватизма, в частности, против мулл, которых журнал считал воплощением всего татарского консерватизма и преград прогрессу. 
По мнению журнала, муллы, высокомерно относятся к простому народу, придерживались устаревших методов обучения в медресе и мектебах. Подчеркивалось, что из-за консервативного духовенства, мусульманские медресе стали очагами религиозного фанатизма. 
«Уклар» отстаивал идеи реформирования образования, внедрения светских дисциплин, развития творческого мышления шакирдов. 
Журнал пропагандировал стремление защитить демократические завоевания Революции 1905–1907 гг., способствовать росту национального самосознания татарского народа. Она активно вступала в полемику с татарскими газетами консервативных и либеральных взглядов.